# Саранцев, Юрий Дмитриевич
Ю́рий Дми́триевич Сара́нцев (7 октября 1928, Большой Мелик, Нижне-Волжский край — 24 августа 2005, Москва) — советский и российский актёр кино и дубляжа. Народный артист Российской Федерации (2000).

## Биография
Родился в селе Большой Мелик Балашовского района Балашовского округа Нижне-Волжского края в чувашской семье военного и домохозяйки. Окончил Всесоюзный государственный институт кинематографии (мастерская Сергея Юткевича и Михаила Ромма). С 1951 года — актёр Театра-студии киноактёра, с 1957 года — киностудии имени Горького.
Рос болезненным ребёнком, врачи рекомендовали переехать, сменить климат. Как раз отца Юры переводили служить на Дальний Восток, семья переехала вместе с ним. Новый климат спас Юру, он окреп и стал заниматься спортом. Недалеко от дома Юры был Дом пионеров, в котором был драмкружок. Там Юрик некоторое время занимался в этом кружке. Впрочем, увлечение спортом было столь сильно, что Юрий твёрдо решил поступать в физкультурный институт.
Он отправился с товарищами в Москву, поступать в физкультурный, но один из знакомых Юры поступал во ВГИК и позвал Юру с собой. Юра тоже решил попробовать и поступил с первого раза. Курс набирал Сергей Юткевич, первые два года он и вёл занятия, однако потом со студентами занимался Михаил Ромм. Актёрское мастерство преподавал Иосиф Рапопорт.
Снимался в кино с 1950 года, преимущественно в ролях второго плана и эпизодах. Он снимался в таких известных картинах, как «Планета бурь», «Гиперболоид инженера Гарина», «Дай лапу, Друг!», «Жестокий романс», «Верные друзья» и многих других. Иннокентий Степанов в фильме «Жизнь прошла мимо» — одна из лучших работ актёра в кино.
Много работал на дублировании фильмов. Его голосом говорил Остап Бендер — Арчил Гомиашвили.
Скончался на 77-м году жизни 24 августа 2005 года в Москве от инсульта. Похоронен актёр на Николо-Архангельском кладбище.

## Признание и награды
- Заслуженный артист РСФСР (1 декабря 1981)[4]
- Народный артист Российской Федерации (12 апреля 2000)[1].
- Орден «Знак Почёта» (24 марта 1976 года)[источник?]
- Медаль «Ветеран труда» (16 ноября 1984 года)[источник?]
- Нагрудный знак «Почётный кинематографист России» (23 октября 1996 года)[источник?]
- Медаль «В память 850-летия Москвы» (26 февраля 1997 года)[источник?]

## Фильмография
- 1950 — В степи — Коля Семёнов, комсорг
- 1951 — Сельский врач — повар на уборочной (нет в титрах)
- 1952 — Покорители вершин — Виталий Симбирцев
- 1954 — Верные друзья — Серёжа, старпом судна «Ермак»
- 1954 — Мы с вами где-то встречались — Администратор театра
- 1955 — Педагогическая поэма — Гриша Бурун
- 1955 — Доброе утро — экскаваторщик Вася Плотников
- 1955 — Пути и судьбы — Иван Бойко
- 1956 — Разные судьбы — Галкин, секретарь комсомольской организации завода
- 1956 — Капитан «Старой черепахи» — Андрей Ермаков
- 1956 — В погоне за славой — Егорычев
- 1957 — Случай на шахте восемь — Капралов
- 1957 — Удивительное воскресенье — бортинженер
- 1958 — Жизнь прошла мимо — Иннокентий Степанов
- 1958 — Ваня — Яшка
- 1958 — Счастье надо беречь — Виктор
- 1959 — В этот праздничный вечер — Семён Степанович
- 1959 — Я вам пишу… — Сергей Сергеевич
- 1960 — Ровесник века — Гуляев
- 1961 — Орлиный остров — следователь
- 1961 — Планета бурь — Щерба
- 1962 — Капитаны голубой лагуны — Санаев
- 1962 — Мы вас любим — соавтор
- 1963 — При исполнении служебных обязанностей — Володя Пьянков
- 1964 — Всё для вас — Колесник
- 1965 — Гиперболоид инженера Гарина — Тарашкин
- 1965 — Путешествие на доисторическую планету — Аллен Шерман (в титрах не указан), в оригинальном фильме — Щерба
- 1965 — Игра без правил — майор Керн
- 1965 — Над нами Южный Крест — Владимир Сазонов
- 1965 — Петух — комментатор (нет в титрах)
- 1965 — Чёрный бизнес — офицер КГБ капитан Громов
- 1965 — Маленький беглец — помощник капитана
- 1965 — Тридцать три — беззубый таксист
- 1966 — Чужое имя — Сергей Дробеня / Виктор Поликарпович Ильин
- 1967 — Дай лапу, Друг! — живодёр-собаколов
- 1967 — Дом и хозяин — моряк
- 1967 — Эта твёрдая земля — Боговин
- 1968 — Крах — Леонид Шешеня, подручный Бориса Савинкова
- 1968 — Путешествие на планету доисторических женщин — Говард Шерман (Ральф Филлипс) (в титрах не указан), в оригинальном фильме — Щерба
- 1969 — Беглец из «Янтарного» — рулевой
- 1969 — Преступление и наказание — поручик Порох
- 1970 — Обратной дороги нет — подполковник Стебнёв
- 1970 — Четверо в вагоне / Chetirimata ot vagona[5] — Фёдор
- 1970 — Удивительный мальчик — богач Бубнила
- 1970 — Узники Бомона — Стружинский
- 1970 — Конец атамана — Нестеров
- 1970 — Украденный поезд / Откраднатият влак — командир десантников
- 1972 — Неизвестный, которого знали все
- 1972 — Стоянка поезда — две минуты — Влас Петрович, директор клуба
- 1973 — В бой идут одни «старики» — Василий Васильевич, командир дивизии
- 1973 — Таланты и поклонники — Гаврило Петрович Мигаев, антрепренёр
- 1973 — Тихоня — Пётр Петрович
- 1973 — Товарищ бригада — Борисов
- 1975 — 1976 — Дума о Ковпаке — Пётр Вершигора (во 2-м фильме «Буран» некоторые отдельные сцены озвучил актёр Павел Морозенко)
- 1975 — Волны Чёрного моря — дядя Ваня, директор цирка, подпольщик
- 1975 — Эта тревожная зима — отец Помидора (в титрах не указан)
- 1975 — Наследники — снабженец Шмель
- 1975 — Что человеку надо — Доленко
- 1975 — О чём не узнают трибуны — Георгий Иванович Свирин
- 1975 — Смотреть в глаза…
- 1976 — Освобождение Праги / Osvobození Prahy — начальник аэропорта
- 1977 — Право первой подписи — Сергиенко
- 1977 — Убит при исполнении — Шварцкопф
- 1978 — Исчезновение — майор Бондаренко
- 1978 — Алтунин принимает решение — Константин Петрович Силантьев
- 1978 — Баламут — Алексей Иванович, декан
- 1979 — Акванавты — Селиванов
- 1979 — Одни среди волков[болг.] (Народная Республика Болгария)
- 1980 — Выстрел в спину — Пётр Николаевич Орлов, старший следователь
- 1980 — Дом на Лесной — Колупаев, купец
- 1980 — Взвейтесь, соколы, орлами! — хозяин цирка
- 1980 — Твой сын, Земля — Дерюгин
- 1980 — Полёт с космонавтом — начальник областной милиции
- 1980 — Последний побег — Александр Дорофеевич
- 1980 — Странный отпуск — Степан Денисович
- 1980 — У матросов нет вопросов — отец Альки
- 1980 — Частное лицо — Вячеслав Викторович
- 1981 — Тайна, известная всем — помощник Саламандры, капитанши пиратов
- 1981 — В начале игры — Мезенцев, тренер
- 1981 — Похищение века — директор СТОА
- 1981 — Нежность к ревущему зверю — штурман Козлевич
- 1982 — Загадка кубачинского браслета — милиционер
- 1982 — Женатый холостяк — директор вагона-ресторана
- 1982 — Красиво жить не запретишь — директор жестяной фабрики
- 1982 — Россия молодая — Ремезов, стрелецкий полуполковник
- 1983 — Аукцион — Чеканцев
- 1983 — Тревожный вылет — Николай Иванович Юрков
- 1983 — Демидовы — воевода
- 1983 — Тайна корабельных часов — Кудрявый
- 1984 — Жестокий романс — капитан
- 1984 — Особое подразделение — Мухаммед
- 1984 — Похищение — Вася Главный
- 1984 — Приходи свободным — эпизод (нет в титрах)
- 1984 — Расставания — Валерий Анатольевич Гуров
- 1984 — Маленькое одолжение — отец второй Галины Митрофановой на свадьбе
- 1985 — Господин гимназист — Курсовский
- 1985 — Любимец публики — Порфирий, дворник
- 1985 — Секунда на подвиг — Романенко
- 1985 — Третье поколение — Синица
- 1985 — Завещание — сосед
- 1985 — Кто войдёт в последний вагон — Валик
- 1986 — Без срока давности — Трофим Кошура
- 1986 — Железное поле — священник Пахомов
- 1988 — Двое и одна — родственник Валентины
- 1989 — Любовь с привилегиями — Николай Евгеньевич Кондаков, лечащий врач Кожемякина
- 1989 — Светик — милиционер
- 1990 — Овраги — Скавронов
- 1991 — Влюблённый манекен — майор милиции
- 1991 — Крысы, или Ночная мафия — полковник милиции
- 1991 — Собачье счастье — Николаич, уборщик
- 1991 — Ночь грешников — Гордей Иванович
- 1991 — Призраки зелёной комнаты — Отли
- 1991 — Чёртов пьяница — Буйлов
- 1992 — Алмазы шаха — банщик-фотограф
- 1992 — Зачем алиби честному человеку? — Александр Павлович Корпиленко
- 1993 — Разыскивается опасный преступник — Шустров
- 1993 — Шиш на кокуй! — Степан Данилович
- 1995 — Авантюра — Иван Иванович, генерал ФСБ
- 1995 — Одинокий игрок — метрдотель в ресторане
- 1996 — Возвращение «Броненосца» — дворник
- 1996 — Ермак — Юшман
- 2000 — Особый случай — генерал ФСБ
- 2003 — Next 3 (телесериал) — тюремный надзиратель
- 2003 — Ангел на дорогах — Ленский, артист
- 2003 — Тотализатор — Савельич
- 2004 — Красная площадь (телесериал) — Константин Черненко
- 2004 — На углу у Патриарших 4 — «Филин»
- 2005 — Семь раз отмерь — дедушка Оли, инвалид в коляске
- 2007 — Первый русский — Сергей Федотович, арестованный

### Киножурнал «Ералаш»
- 1982 — Выпуск № 36 (сюжет «Аукцион») — директор школы
- 1988 — Спецвыпуск № 2 совместно с ГАИ (сюжет «Наши чемпионы») — ветеран соревнований по нарушению ПДД
- 1994 — Выпуск № 102 (сюжет «Лапша») — Юрий Дмитриевич, директор школы

## Дубляж и закадровое озвучивание

### СССР и Россия
- Подкидыш (1939) — отец Димочки (озвучивание реставрированной урезанной версии, 1988 г.)
- Снежная сказка (1959) — шофёр (роль Михаила Пуговкина)
- Трижды воскресший (1960) — Антон, шофёр (роль Геннадия Павлова)
- Шестнадцатая весна (1963) — Алексей Михайлович Марченко (роль Валериана Виноградова)
- Укротители велосипедов (1963) — комендант зоопарка (роль Эйнари Коппеля)
- Приходите завтра… (1963) — Костя, студент (роль Юрия Горобца)
- Над нами Южный Крест (1964) — продавец-инвалид на рынке (роль Евгения Леонова)
- Сергей Лазо (1967) — Иван Кузьмич (роль Михаила Васильева)
- Щит и меч (1968) — Густав (роль Эрнста-Георга Швилля)
- Выстрел на перевале Караш (1968) — Фёдор (роль Виктора Уральского)
- Гори, гори, моя звезда (1969) — Зелёный, охранник Охрима (роль Рогволда Суховерко)
- 12 стульев — Остап Бендер (роль Арчила Гомиашвили, кроме пяти эпизодов)
- Свидетельство о бедности (1973) — Виктор Михайлович Макеев, заведующий часовой мастерской (роль Константина Степанкова)
- Вариант «Омега» (1975) — Карл Хонниман, унтерштурмфюрер (роль Виталия Коняева)
- «Сто грамм» для храбрости… (1976) — таксист (роль Юрия Белова)
- Ты — мне, я — тебе (1976) — Сергей Сергеевич Кашкин (роль Леонида Куравлёва)
- Табор уходит в небо (1976)[6]
- Вооружён и очень опасен (1977) (СССР, Румыния, Чехословакия) — адвокат Старботлл (роль Альгимантаса Масюлиса)
- Четвертая высота (1977) — оператор (роль Юрия Шерстнева)
- Приехали на конкурс повара (1977) — председатель жюри (роль Евгения Перова)
- Короли и капуста (1978)[7]
- Театр (1978) — Джим Лонгтон (роль Эдуарда Павулса)[6]
- За спичками (СССР — Финляндия, 1980) — Вилле Хуттунен, сплетник (роль Олави Ахонена)
- Мелодия на два голоса (1980) — Гриша, парикмахер (роль Алексея Жаркова)
- Комедия давно минувших дней (1980) — Остап Бендер (роль Арчила Гомиашвили)
- Вам и не снилось… (1980) — таксист (роль Владимира Приходько)
- Огарёва, 6 (1980) — Пименов, директор фабрики (роль Всеволода Кузнецова)
- Долгая дорога в дюнах (1982) — Петерис (роль Эгонса Бесериса)[6]
- Легенда о любви (СССР — Индия, 1984) — Барманду, разбойник (роль Фрунзика Мкртчяна, в советском дубляже)
- Фитиль выпуск № 166 («Кому сидеть?») (1983) (роль Евгения Весника)
- Малиновое вино (1985) — Гирт Рандер (роль Алвиса Бирковса)
- Когда становятся взрослыми (1985) — отец Мити (роль Александра Демьяненко)
- Двойной капкан (1985) — Грабовский («Фотограф») (роль Юриса Плявиньша)
- Капабланка (СССР — Куба, 1986)
- Дежа вю (СССР — Польша, 1989) — швейцар гостиницы (роль Виталия Шаповалова)
- Вход в лабиринт (1989) — Яков Окунь (роль Валентина Смирнитского)
- Графиня де Монсоро (1998) — Жером (роль Вадима Вильского)[7]
- Транзит для дьявола (1999) — Борис Кузьмич (роль Бориса Новикова), Пётр Варшавский (роль Анатолия Ведёнкина)
- Казачья быль (1999) — дед Савка (роль Олега Николаевского)
- Возвращение Титаника (1999) — брат любовницы
- Мужской характер, или Танго над пропастью 2 (1999) — мэр (роль Эмиля Гажу)
- Ехали два шофёра (2001) — Борис Фёдорович (роль Владимира Романовского)
- Здравствуй, столица (2003) — эпизодические голоса
- Оперативный псевдоним (2003) — Арцибашев (роль Игоря Копченко)

### Зарубежные фильмы и сериалы
- Римские каникулы (1953) — Ирвин Радович (роль Эдди Алберта) (дубляж киностудии им. Горького, 1960 г.)[7]
- Семь самураев (1954) — озвучивание в один голос (закадровый перевод киностудии им. Горького (Ялта), 1987 г.)[7]
- Три мушкетёра (1961) — Людовик XIII  (роль Ги Трежана) (1-я серия, дубляж киностудии «Мосфильм», 1962 г.)[7]
- Жандарм из Сен-Тропе (1964) (закадровый перевод компании «Селена Интернешнл» по заказу ОРТ, 1997 г.)[7]
- Бей первым, Фредди! (1965) — Фредди Хансен (роль Мортена Грюнвальда) (дубляж киностудии «Союзмультфильм», 1969 г.)[7]
- Разиня (1965) — комиссар (роль Джека Ари) (дубляж киностудии «Союзмультфильм», 1968 г.)[7]
- Карточный домик (1968) — капитан-шкипер (роль Шандора Печи) (дубляж киностудии им. Горького, 1970 г.)[7]
- Жандарм женится (1968) (закадровый перевод компании «Селена Интернешнл» по заказу ОРТ, 1997 г.)[7]
- Жандарм на отдыхе (1970) (закадровый перевод компании «Селена Интернешнл» по заказу ОРТ, 1997 г.)[7]
- Блеф (1976) — озвучивание в один голос (закадровый перевод РТР, 1994 г.)[7]
- Укол зонтиком (1980) — парижский производитель (роль Мориса Риша) (дубляж киностудии «Мосфильм», 1981 г.)[7]
- Невезучие (1981) — человек с тележкой в Орли (роль Мишеля Фортена) (дубляж киностудии «Мосфильм», 1983 г.)[7]
- Тутси (Милашка) (1982) — Лес Николс (роль Чарльза Дёрнинга) (дубляж киностудии «Мосфильм», 1983 г.)[7]
- Джинджер и Фред (1986) — Тото (роль Тото Миньоне) (дубляж киностудии им. Горького, 1987 г.)[7]
- Альф (1986—1990) — Тревор Окмонек (роль Джона ЛаМотта), второстепенные роли (закадровый перевод киностудии «Фильм-Экспорт» по заказу СТС)[7][8]
- Дикая Роза (1987—1988) — Дон Себастьян (роль Армандо Кальво), Карлос Манрике (роль Давида Остроски) (дубляж киностудии «Фильм-Экспорт» по заказу студии «Протеле» (Нью-Йорк), «Пиринфильм» (Париж) и студии кинопрограмм РГТРК «Останкино», 1994 г.)[6]
- Кто подставил Кролика Роджера (1988) — Марвин Акме (роль Стабби Кэя) (дубляж творческой группы «Союза работников дубляжа» по заказу ВГТРК, 1995 г.)[7]
- Человек дождя (1988) — доктор Брунер (роль Джералда Молена) (дубляж «Варус-Видео», 1998 г.)[7]
- Оскар (1991) — Чарли-Пять-Звёзд (роль Эдди Брекена) (дубляж фирмы «СВ-Дубль» по заказу РТР, 1996 г.)[7]
- Телохранитель (1992) — Билл Девейни (роль Билла Коббса) (дубляж «Мост-Видео», 2000 г.)[6]
- Пятый элемент (1997) — мистер Ким, повар передвижной закусочной (роль Кима Чана) (дубляж объединения «Мосфильм-мастер» по заказу компании «Амальгама», 2000 г.)[7]
- Свадьба лучшего друга (1997) — Уолтер Уоллес (роль Филипа Боско) (дубляж творческого содружества «Ист-Вест», 1997 г.)[7]
- Клан Сопрано (1999) — Коррадо «Джуниор» Сопрано (роль Доминика Кьянезе) (1 сезон, дубляж «Мост-Видео»)[7]
- Знакомство с родителями (2000) (дубляж творческого содружества «Ист-Вест», 2000 г.)[7]

### Зарубежные мультфильмы и мультсериалы
- 1960—1962 — Семейка Флинстоун — Фред Флинтстоун (дубляж компании «Селена Интернешнл» по заказу НТВ, 1993—1994 гг., серии 1—47)[7]
- 1962 — Джетсоны — Мистер Спейсли, судья (дубляж фирмы «СВ-Дубль» по заказу МНВК, 1996 г.)[7]
- 1973 — Робин Гуд — отец Так (барсук) (дубляж студии «Пифагор» по заказу компании «Disney Character Voices International», 1999 г.)[7]
- 1978 — Властелин колец — Гимли, Элронд, трактирщик Барлиман, Гришнекх, один из посетителей (дубляж «Варус-Видео», 1996 г.)[7]
- 1985 — Астерикс и сюрпризы Цезаря — Брисрадиус (дубляж киноконцерна «Мосфильм», 1992 г.)[7]
- 1992 — Гуфи и его команда — грабитель Спад, генерал Боб Сперроухок («Офицер Гуфи»), директор фабрики («Гуфи против мафии»), доктор («Умирающий Пит»), начальник пожарной бригады («Нет Гуфи без огня»), несколько второстепенных персонажей (дубляж студии «Нота», «Аккорд-видео», «СВ-Дубль», «Пифагор» по заказу РТР, 1994 г.)[7]
- 1994 — Дюймовочка — король эльфов, жабёнок Мозо, эпизоды, читает перевод песен (дубляж «Варус-Видео», 1995 г.)[7]
- 1994 — Аладдин — Абис Мал (дубляж фирмы «СВ-Дубль» по заказу ВГТРК, 1997 г.)[7]
- 2000 — Побег из курятника — мистер Уиллард Твиди, муж Мелиссы Твиди (дубляж студии «Пифагор» по заказу компании «Ист-Вест», 2001 г.)[7]

## Озвучивание мультфильмов
- 1986 — Маленькие чудеса — читает текст
- 1997 — Незнайка на Луне — Клопс (4-я и 7-я серия), 2-й заключённый (4-я серия), 1-й посетитель ресторана (8-я серия)
- 1998 — Волшебная свирель — Сайнаг-Алдар